# Toxotes kimberleyensis
Toxotes kimberleyensis és una espècie de peix de la família dels toxòtids i de l'ordre dels perciformes.

## Descripció
El cos, alt i comprimit lateralment, fa 12,6 cm de llargària màxima. És de color blanc argentat amb 4-5 franges negres o fosques en forma de falca (principalment a la part superior dels flancs) i sense punts o taques entre elles. 5 espines i 11-13 radis tous a l'aleta dorsal i 3 espines i 14-16 (normalment 15) radis tous a l'anal. 12-13 radis a les aletes pectorals. L'origen de l'aleta dorsal es troba a la meitat posterior del cos i per sobre de l'origen de l'anal. La tercera espina de l'aleta dorsal és més curta i més prima que les espines quarta i cinquena. La part espinosa de l'aleta dorsal és més curta o es troba aproximadament a la mateixa alçada en comparació amb la part tova de la mateixa aleta. Els adults presenten les aletes dorsal i anal de fosques a negroses, mentre que els joves tenen les aletes de transparents a blanquinoses. Línia lateral gairebé completa i amb una inflexió dorsal pronunciada per sobre de les aletes pectorals. 28-33 (normalment 30-31) escates a la línia lateral. 3 fileres d'escates horitzontals entre la línia lateral i l'aleta dorsal, i 9 (8-10) fileres també horitzontals entre la susdita línia i l'aleta anal. Cap i cos amb escates ctenoides i suaus al tacte. Ulls grans. Boca gran i obliqua. Mandíbula inferior sortint lleugerament i arribant fins a sota de la meitat dels ulls. Musell punxegut. Fins que va ésser descrit l'any 2004, hom creia que pertanyia, a causa de les similituds en els patrons de color, a l'espècie Toxotes oligolepis, la qual té les espines de l'aleta dorsal més llargues i gruixudes, menys escates a la línia lateral i és autòctona d'Indonèsia.

## Alimentació
Menja insectes terrestres fent-los caure mitjançant l'emissió de dolls d'aigua llençats per la boca.

## Hàbitat i distribució geogràfica
És un peix d'aigua dolça, pelàgic i de clima tropical, el qual viu a Austràlia: les masses d'aigua dolça que penetren terra endins o, si fa no fa, 300 km riu amunt des del mar a la regió de Kimberley (Austràlia Occidental).

## Observacions
És inofensiu per als humans.